# コロンナ (イタリア)
コロンナ（伊: Colonna）は、イタリア共和国ラツィオ州ローマ県にある、人口約4,200人の基礎自治体（コムーネ）。
カステッリ・ロマーニと総称される都市のひとつで、有力貴族として知られるコロンナ家ゆかりの地である。

## 地理

### 位置・広がり
ローマ県中部、コッリ・アルバーニ（アルバーニ丘陵）に位置するコムーネである。ローマの東から南にかけての近郊に広がる、カステッリ・ロマーニのひとつに数えられる。面積は 3.50 km2 で、ローマ県では最も小さい。

#### 隣接コムーネ
隣接するコムーネは以下の通り。
- モンテ・コンパトリ
- ローマ
- サン・チェザーレオ

### 気候分類・地震分類
コロンナにおけるイタリアの気候分類 (it) および度日は、zona D, 1832 GGである。
また、イタリアの地震リスク階級 (it) では、zona 2B (sismicità media) に分類される。

## 行政

### 山岳部共同体
広域行政組織である山岳部共同体 Comunità montana Castelli Romani e Prenestini  (en) に属する。

## 観光
ローマ＝フィウッジ鉄道のコロンナ駅は1916年6月12日に開業し、1984年2月に廃止されたが、2008年に駅舎と軌道の一部がコロンナ鉄道博物館として整備公開された。約500mの軌道が保存され、鉄道車両が展示されている。